# 허큘리스자리 14 c
허큘리스자리 14 c는 허큘리스자리 방향으로 지구로부터 약 59광년 떨어진 곳에 있는 외계 행성이다. 이 행성은 모항성 허큘리스자리 14를 돌고 있으며, 질량으로 보아 가스 행성으로 볼 수 있다(그러나 목성보다 훨씬 더 무겁다). 2005년 11월 17일 발견되었고 이듬해 11월 2일 논문이 출판되었다.

## 같이 보기
- 허큘리스자리 14 b